# Tricorder

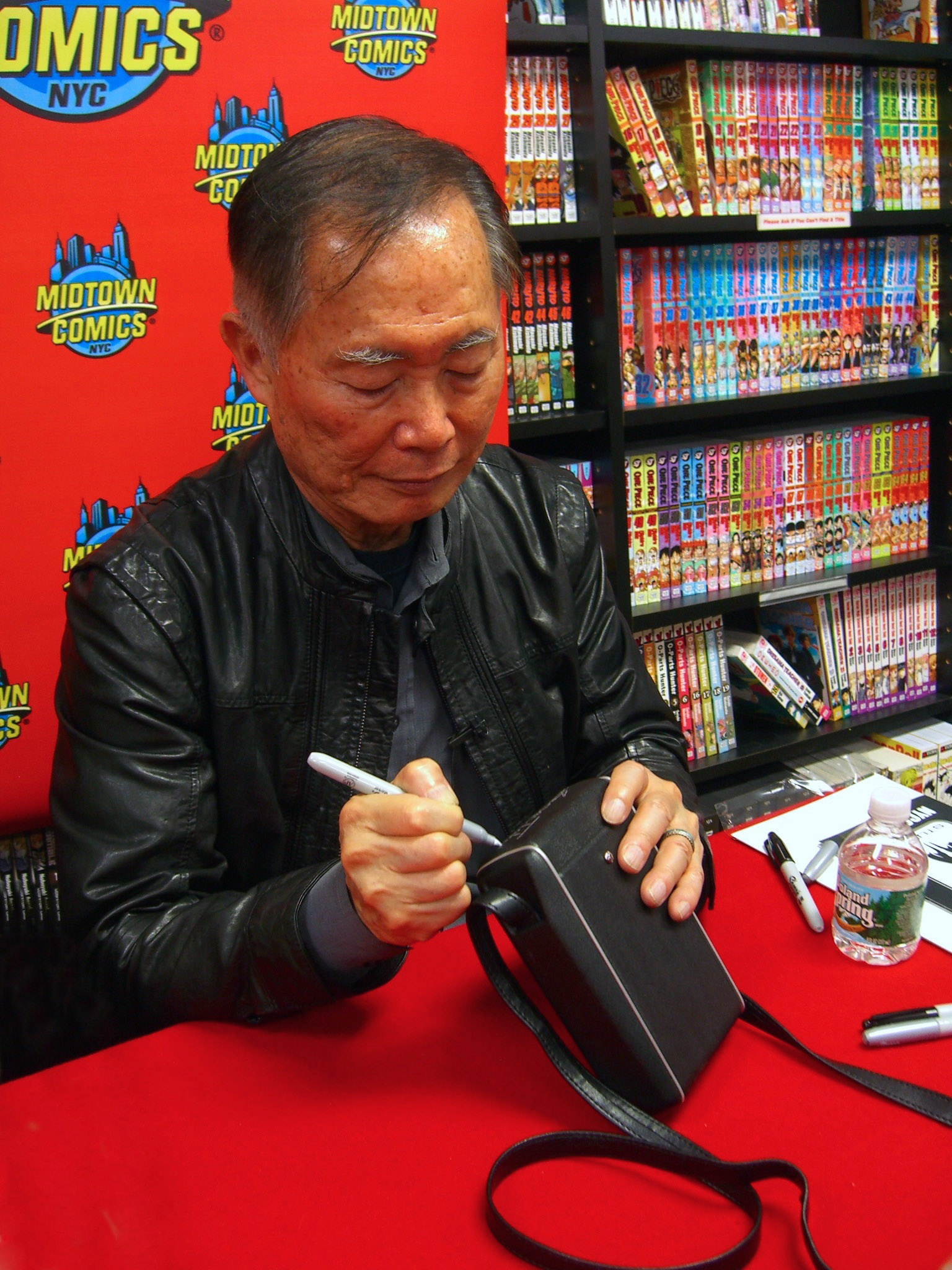
O ator George Takei autografa um modelo de tricorder num evento em 2012

No universo ficcional de Star Trek, um Tricorder é um dispositivo manual utilizado para digitalizar uma determinada área ou foco de interesse, interpretando e exibindo dados ao usuário após uma varredura, com gravação isolinear de dados em chips.
Três das principais variantes do aparelho foram os Tricorders usados em Star Trek pela Frota Estelar. O Tricorder de uso geral é um dispositivo utilizado para fins principalmente dos oficiais em áreas familiares. O Tricorder médico é usado pelos oficiais da medicina para ajudar a diagnosticar doenças corporais e coletar informações sobre um paciente. A diferença fundamental entre este e o Tricorder geral é um sensor manual destacável e de alta resolução, armazenada em um compartimento na parte da frente do Tricorder quando não em uso, tornando-o um pouco maior que um Tricorder geral. O Tricorder Engenharia é usado para aperfeiçoar a engenharia estelar. Há também muitas outras menos utilizadas variedades de Tricoder de utilização especial.
Segundo o Dr. Julian Bashir (de Star Trek: Deep Space Nine), enquanto Tricorders médicos são muito bons em varredura de pessoas que vivem, eles não são eficientes em varredura de mortos queridos. Evidentemente, esta é a primeira lição ensinada na escola médica da Frota Estelar.

## Evolução dos Tricorders na Ficção
O Tricorder do século XXIII era pesado, preto, retangular e com uma tela pequena, usado a tiracolo. O do século XXIV é uma unidade pequena, cinzenta, com um painel e a tela maior. Este projeto foi aperfeiçoado mais tarde, com uma aspecto mais angular e que foi visto na maior parte dos filmes e em várias temporadas deStar Trek: Deep Space Nine e Voyager . A variação do modelo médico teve um scanner desmontável, armazenado na parte de baixo da que quando não está em uso por oposição aos da frente, dando a este modelo o mesmo perfil global, independentemente do seu uso pretendido.
Na era pós-Star Trek: The Next Generation (Star Trek: Nemesis e Star Trek: Elite Force II), apareceram Tricorders de gerações mais modernas. São planos e mais parecem um computador de mão PDA, com uma pequena aba que se abre na parte de cima e um grande monitor touch screen.

## Tricorder da vida real
Existem softwares para tornar dispositivos de mão similares a um tricorder da ficção. Exemplos incluem o Tricorder de Jeff Jetton Tricorder - 2.0 para o Palm Pilot e no "verdadeiro Tricorder de Elegant Solutions" para o Pocket PC e iPhone. Há o iPod Touch para aplicação Web. Existe um considerável interesse no desenvolvimento real de analisadores portáteis que poderiam funcionar como um Tricorder.
Vital Technologies Corporation vendeu um dispositivo portátil apelidado de "Diário Star Trek Tricorder Mark 1" (formalmente, a TR-107 Tricorder Mark 1), em 1996. Suas características eram um "campo eletromagnético (EMF) Meter (R)", "Two-Mode Weather Station (R)", (termômetro e barómetro), "colorímetro (R) "(Sem comprimento de onda determinado), "Exposímetro"(R), e "relógio digital com timer (R) "(um relógio e temporizador). Foi alegado que o dispositivo era um "instrumento científico sério".
A Vital Technologies teve 10000 unidades vendidas antes de sair do negócio. A empresa foi autorizada a chamar este dispositivo de "Tricorder" porque o contrato de Gene Roddenberry incluía uma cláusula que permitia a qualquer empresa capaz de fazer funcionar a tecnologia das sua criações, a utilizar o nome.
Em fevereiro de 2007, pesquisadores da Universidade Purdue anunciaram publicamente estojos DESI que funcionavam como espectrômetro de massa, o Mini-10, e que seria capaz de analisar  compostos em condições ambiente sem prévia preparação das amostras. Este aparelho também foi anunciado como um "tricorder".
O estadunidense Sandia National Labs, um importante centro de pesquisa de informática "lab-on-a-chip", desenvolveu muitos instrumentos para análise química ou biológica.
Em maio 2008, pesquisadores de Georgia Tech anunciaram publicamente seu portátil dispositivo manual multi-espectral de imagiologia. O anúncio promove a utilização do dispositivo médico para ajudar na detecção da gravidade de uma lesão subcutânea, incluindo a presença de úlceras, independentemente das condições de iluminação ou pigmentação da pele. Aplicações adicionais podem incluir uso para militares, no ambiente, em alimentação e outros serviços de aplicações médicas. Um dia depois o anúncio da tecnologia foi colocada na internet Inside Tech  e O Futuro das Coisas, já se começou a comparar este dispositivo com a tecnologia dos Tricorders de Star Trek.